# Sweet and Low-Down
Sweet and Low-Down é um filme norte-americano de 1944, do gênero musical, dirigido por Archie Mayo e estrelado por Benny Goodman e Linda Darnell.
Sweet and Low-Down é um filme B da 20th Century Fox, cuja importância reside na presença de Benny Goodman e sua orquestra no elenco. A canção "I'm Making Believe", composta por James V. Monaco e Mack Gordon, foi indicada ao Oscar.

## Sinopse
Benny Goodman consegue adiconar a sua orquestra um trombonista talentoso, Johnny Birch. Goodman promove o jovem, o que atrai a atenção de Trudy Wilson, moça da alta sociedade. Trudy persuade o agente Lester Barnes a levar Johnny para tocar em um baile, junto com sua própria orquestra. Johnny fracassa e retorna para seu antigo emprego, uma fábrica em Chicago. Mas Benny dá a ele uma nova chance, enquanto Trudy reconhece que estava errada.

## Premiações
| Patrocinador                                  | Prêmio | Categoria              | Situação |
| --------------------------------------------- | ------ | ---------------------- | -------- |
| Academia de Artes e Ciências Cinematográficas | Oscar  | Melhor Canção Original | Indicado |

## Elenco
| Ator/Atriz     | Personagem       |
| -------------- | ---------------- |
| Benny Goodman  | Benny Goodman    |
| Linda Darnell  | Trudy Wilson     |
| Jack Oakie     | Popsy            |
| Lynn Bari      | Pat Stirling     |
| James Cardwell | Johnny Birch     |
| Allyn Joslyn   | Lester Barnes    |
| John Campbell  | Dixie Zang       |
| Roy Benson     | Skeets McCormick |
| Dickie Moore   | Mogie Carmichael |